# 九十九島せんぺい
九十九島せんぺい（くじゅうくしませんぺい）は、長崎県佐世保市の銘菓で、小麦粉で作った煎餅である。佐世保市の株式会社九十九島グループが製造している。

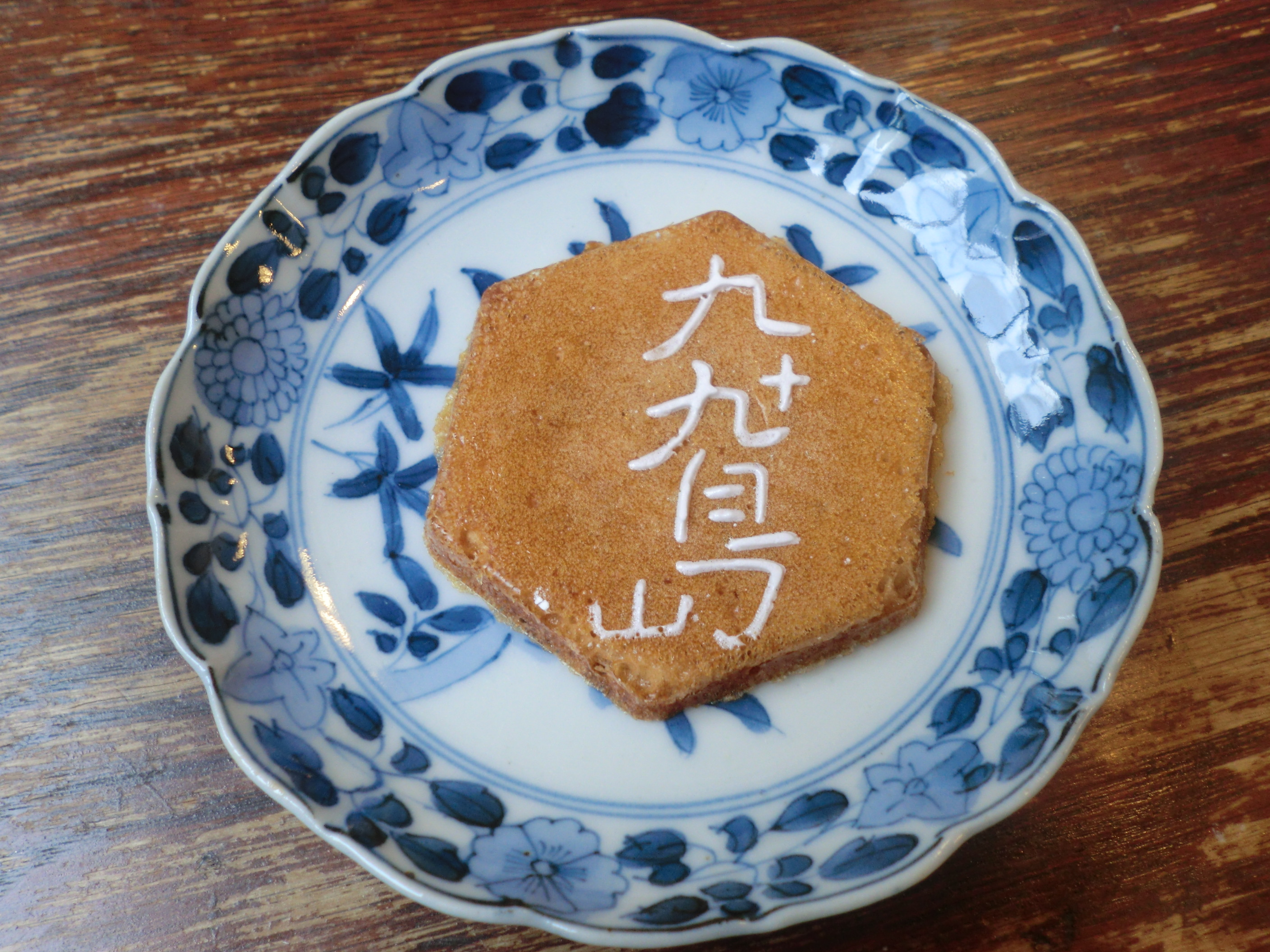
九十九島せんぺい

## 特徴
小麦粉で作った六角形の生地の上にピーナッツが散りばめられ、表面にはメレンゲを使って「九十九島」の白い文字が刻印されている。六角形の生地は縁起ものである亀の甲羅をかたどったもので海を表しており、ピーナッツは九十九島の島影を表したものである。

### オリジナルせんぺい
特注品として「九十九島」の刻印の部分に、自分の好きな文字を刻むことが可能。出産のお祝い返しとして子供の名前を入れたり、企業名を入れて販促品として使うなどの例がある。

## 歴史
1948年に佐世保市に開店した菓子店で生み出された九十九島せんぺいは1951年に発売され、1953年にはその製法の特許が取得されている。1955年に、菓子店は株式会社九十九島せんぺい本舗に改組。この頃九十九島を含む長崎県北西部の多島海が新しく西海国立公園に指定されたのを機に、佐世保の観光地化の時流に乗り、同社は成長を続けた。日本の高度経済成長期にも、新聞、テレビ等で印象的なCMを流すなど、ブランド戦略に取り組み、長崎県を代表する銘菓に育った。1970年には昭和天皇の行幸に際して献上されている。商品パッケージは変遷を重ね、1980年からは中島潔による「洋傘を差した少女」を採用している。2010年の出品以来、モンドセレクションにて9年連続で最高金賞を受賞している(2018年時点)。
九十九島せんぺい本舗は、株式会社九十九島エスケイファームへと社名変更したが、2005年に経営不振により破綻。現在は寿スピリッツ傘下の九十九島グループが事業を引き継ぐ形で製造・販売を行っている
。

## 名前の由来
「せんべい」ではなく半濁音の「せんぺい」となっている由来は、九十九島グループのホームページで2つの説が紹介されている。
- 米粉で作られていないため
- 九州地方の方言

ちなみに、他に「せんぺい」が商品名となっている代表的銘菓には、「二○加煎餅」（福岡市）、「湯せんぺい」（長崎県雲仙市）等がある。
佐世保市出身の作家の村上龍は、2004年頃に「九十九島せんぺい」の思い出を綴ったエッセイを発表し、シリーズ広告として新聞などに掲載されたが、その中で、「せんべい」のバリバリ感でなく、パリッとした独特の歯応えから、食感と「せんぺい」の語感がマッチしていると考察している。

## テレビCM
- 城島健司 - 佐世保市出身であることから、ダイエーホークス在籍時代にCMに起用された。決め台詞は「お土産のロングヒット」。